# Gustav Leutelt
Gustav Leutelt (21. září 1860 Josefův Důl – 17. února 1947 Seebergen) byl německý spisovatel pocházející ze Sudet. Jeho syn za druhé světové války v roce 1941 padl u Charkova, a Gustav Leutelt byl odsunut z Československa ve vagónu číslo 21 v roce 1946.

## Život

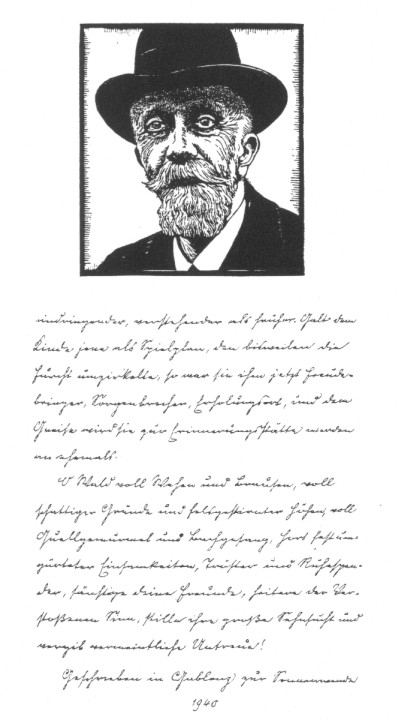
Ukázka rukopisu

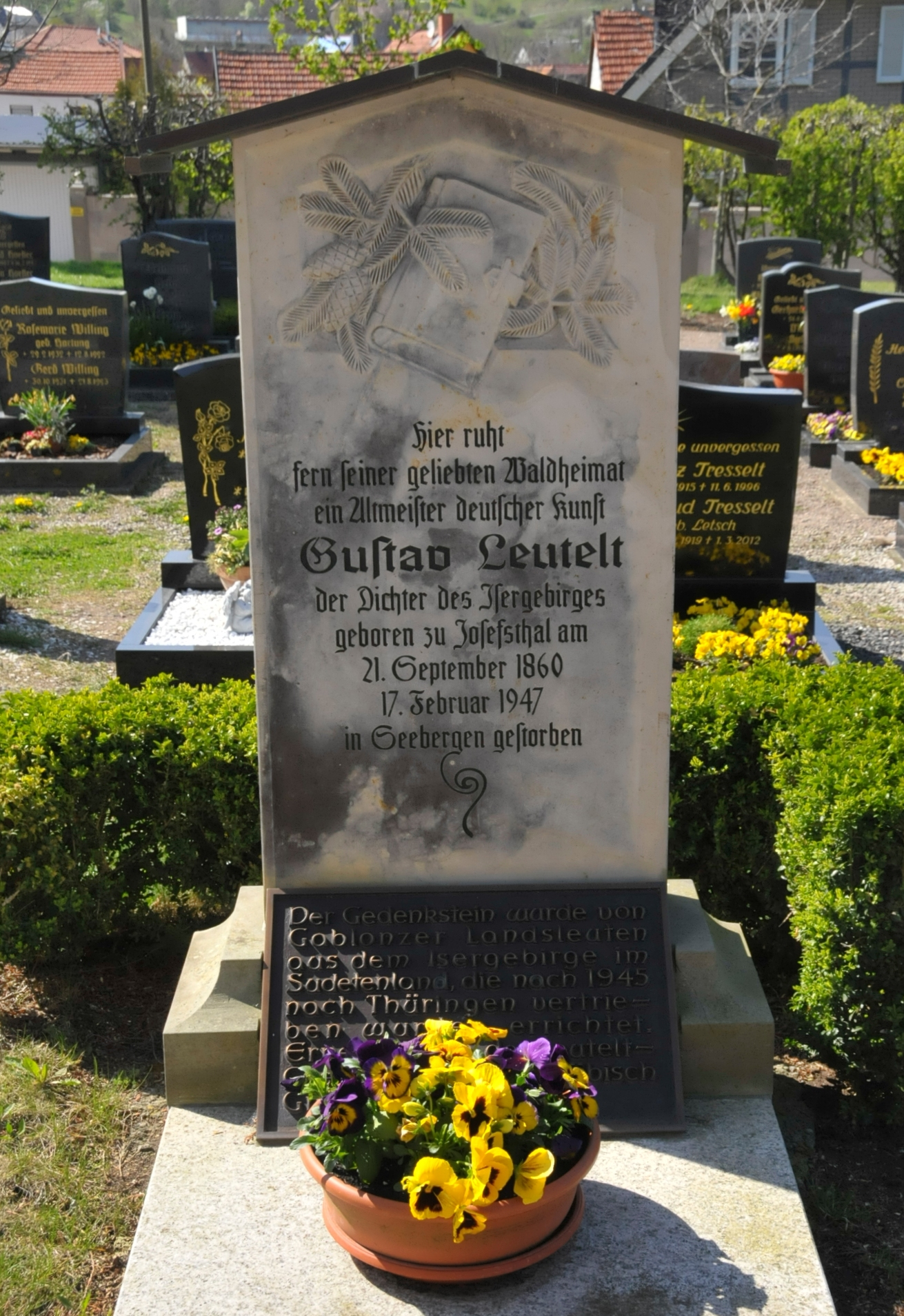
Hrob Gustava Leutelta v Seebergenu

Gustav Leutelt se narodil v Josefově Dole na horní Kamenici. Jeho otec Johann Michael Leutelt pocházel z kraje Lužických hor, z Jitravy u tehdy Německého Jablonného, dnešního Jablonného v Podještědí. Gustav byl nejmladší a také nejslabší synek drobného sedláka, který nemohl převzít hospodářství a byl proto předurčen stát se učitelem. Po absolvování preparandie, tehdejšího učitelského ústavu v Litoměřicích, působil na několika místech Jizerských hor, až se roku 1852 natrvalo usídlil na horní Kamenici, kde se také narodili jeho oba synové, starší Johann a mladší Gustav. Leuteltova matka Marie Simmonová pocházela přímo z Jablonecka, narodila se v Kokoníně v učitelské rodině a byla vnučkou Anastasia Kittela, který byl potomkem lidového léčitele Johanna Josefa Antona Eleazara Kittela, přezdívaného Faust Jizerských hor.
Kittelův dům v Krásné, části obce Pěnčín v okrese Jablonec nad Nisou stále stojí. Po období chátrání započatém v období totality mezi roky 2004 až 2019 proběhla jeho rekonstrukce převážně z veřejných zdrojů. Dům je neobvyklý stavbou ve tvaru bloku s mansardovou střechou, sloužil nejen jako obydlí pro Kittelovu rodinu, ale současně také jako sanatorium s ordinací a laboratoří pro výrobu léků.
Ještě dnes se na josefodolském hřbitově nacházejí hroby Leuteltovy rodiny, kde odpočívá spisovatelův otec, zemřel v roce 1889, matka zemřela v roce 1906 a starší bratr. I domek Leuteltových prarodičů č.p. 52 stojí dodnes v Jitravě. Jako mladý chodil nejdříve do josefodolské národní školy, ve které řediteloval jeho otec. Později do chlapecké měšťanky v Jablonci nad Nisou, město mu přirostlo k srdci natolik, že se mu ke konci života stalo druhým domovem. 1875 až 1879 studoval kantorství na litoměřickém učitelském ústavu, po jehož ukončení se vrátil do školy v Josefově Dole, kde začal působit jako praktikant. 1905 je vystavěna v Dolním Maxově nová škola. Gustav Leutelt se stává jejím ředitelem a to až do roku 1922, kdy byl ze zdravotních důvodů předčasně penzionován. V letech 1922 až 1925 se odstěhoval do Horního Růžodolu v Liberci, aby jeho jediný syn Arnold, narozený v roce 1912 mohl navštěvovat liberecké německé gymnázium. Jeho pobyt v Liberci mu nesvědčil. Chyběla mu blízkost Jizerských hor. Roku 1925 se Gustav Leutelt odstěhoval zpět do Jablonce nad Nisou, na Poršův dnešní Žižkův vrch, kde jim byl za vydatného přispění přátel Leuteltovy společnosti vystavěn dřevěný domek v ulici U srnčího dolu. Roku 1941 u Charkova padl jediný Leuteltův syn. Dne 20. srpna 1946 byli Leuteltovi na základě Benešových dekretů přesunuti do sběrného tábora v Rýnovicích, odkud byli následující den převezeni na jablonecké nádraží a ve vagónu číslo 21 odsunuti za hranice Československé republiky. Zemřel v duryňské vesnici Seebergen u Gothy v nedožitých osmdesáti sedmi letech.

## Eichendorffova cena
- Koncem dvacátých a ve třicátých letech se stal uznávaným regionálním spisovatelem. Nechyběla ani veřejná uznání a ceny. V Liberci a v Horním Růžodole byly po něm pojmenovány ulice, škola v Josefově Dole nesla jeho jméno. Byla mu udělena Eichendorffova cena sudetoněmeckých spisovatelů a v letech 1934 až 1936 vyšlo v karlovarském nakladatelství Adam Kraft jeho sebrané dílo ve třech svazcích.

## Leuteltova společnost
- Založena v Jablonci nad Nisou v roce 1923 za aktivní spoluúčasti všech místních celebrit. Jejím úkolem bylo vydávání spisovatelova díla, zajišťování autorských práv, založení Leuteltova archívu, zakládání místních poboček a podpora ostatních regionálních umělců. Ke členům patřili vedle starosty Fischera například Julius Streit, ředitel jablonecké veřejné knihovny a obnovitel spolku po 2. světové válce ve švábském Gmündu, Dr. Medinger, velkostatkář a senátor z Malé Skály, sklářské rody Reidelů, Redlhammerů, Priebschů a mnohé další osobnosti okresu.